# Nailhac
Nailhac är en kommun i departementet Dordogne i regionen Nouvelle-Aquitaine i sydvästra Frankrike. Kommunen ligger i kantonen Hautefort som tillhör arrondissementet Périgueux. År 2022 hade Nailhac 292 invånare.

## Befolkningsutveckling
Antalet invånare i kommunen Nailhac
Referens:INSEE